# 惠恭王
惠恭王（758年—780年）；姓金名乾運，是新罗第三十六代君主，景德王子。八歲即位，由太后攝政。在位十六年，金志貞聚衆圍犯宮闕，惠恭王與后妃爲亂兵所害，上大等金良相、伊飡金敬信擧兵誅志貞，金良相自立爲宣德王。

## 后妃
- 元妃新寶王后金氏
- 次妃金氏——伊飡金璋女